# Путиловский известняк
Путиловский известняк — название плитчатого известняка из отложений нижнего ордовика, принадлежащих волховскому горизонту Балтийско-Ладожского глинта. Камень широко использовался как строительный материал в Санкт-Петербурге в конце XIX — начале XX вв. В современном значении словосочетание «путиловский известняк» относится только к известняку, добываемому на карьере близ посёлка Путилово (месторождение «Путиловское», расположенном в 9 км северо-западнее станции Назия).
В старинных документах его именовали по-разному: «путиловский камень», «плитный или плитовой камень», «плитник», «бутовой камень», «путиловская плита», «мраморный камень» или «цветной мрамор». В документе 1729 года, именуемом «Реестр мраморным вещам», значится изготовленная для Петропавловского собора гладкая цветная плита из Путилова для балкона и ступеней, а также для бастиона его императорского величества Петра II «в оба фаса на дело гербов». Путиловские известняки имеют разные оттенки: желтый, зеленый, вишневый и красный.

## Применение

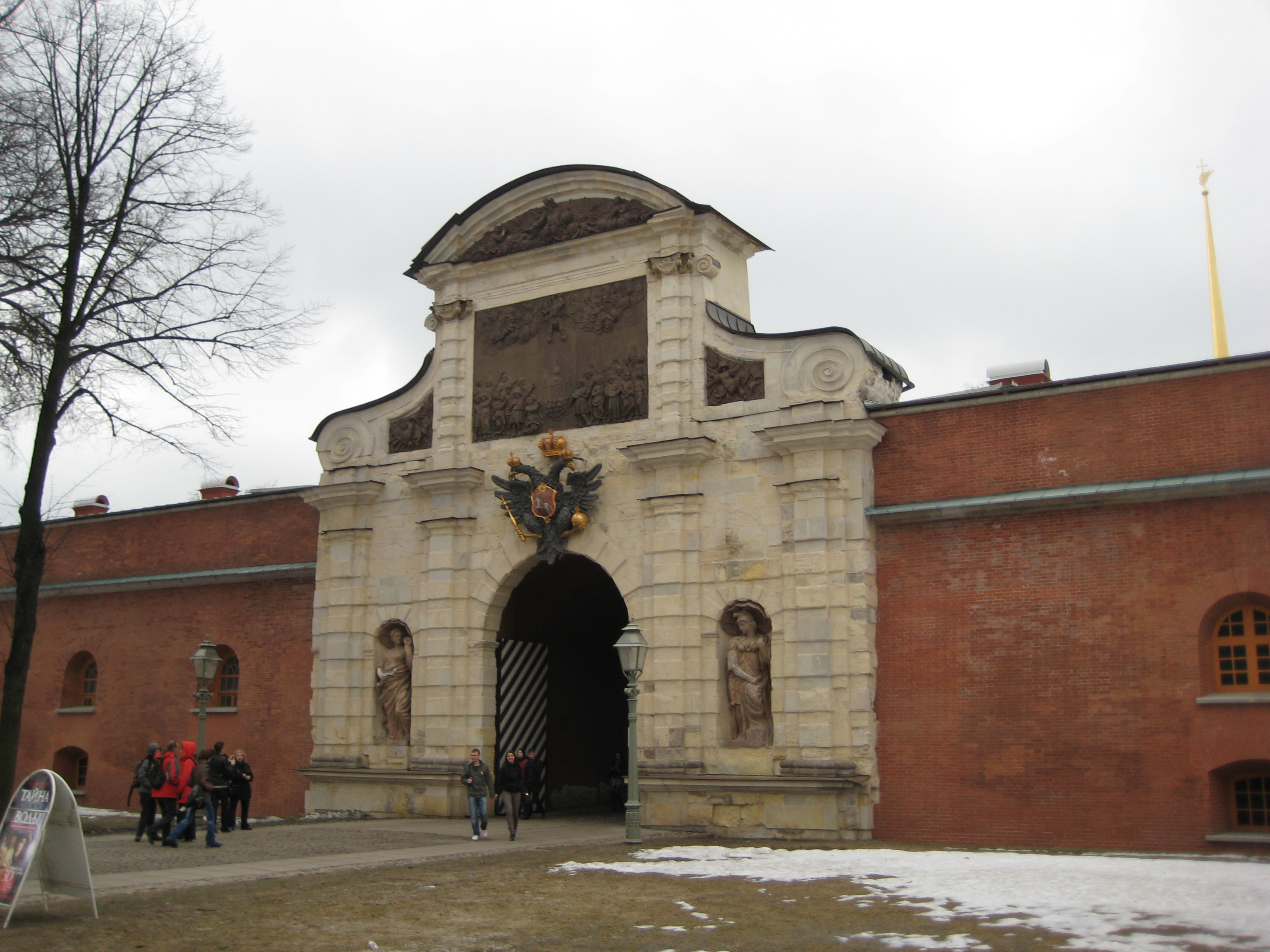
Петропавловская крепость. Петровские ворота

Путиловский известняк использован при строительстве Летнего дворца Петра, из него изготовлены цоколь, «прокладные круги» для колонн Горного института; полы у Воронихинских колоннад в Петергофе; плиты для лестниц и полов террасы в Стрельне. Путиловский камень можно по достоинству оценить в убранстве Петровских ворот Петропавловской крепости, Елагина дворца, Большого Гостиного двора, Петропавловского собора, Нарышкина бастиона его императорского величества Петра II, крепостей Великого Новгорода и Старой Ладоги. «Царский камень» использовали для различных отделочных работ, в том числе при строительстве станций метрополитена.

## Добыча и производство
Сейчас добыча камня ведется в соответствии с планом горных работ с глубины 12 метров механическим способом, без производства взрывных работ. Для улучшения качества дельного камня внедрена технология предварительного распила массива баровыми машинами на всю глубину блока. При этом направление и шаг пропилов выбираются с учетом имеющихся природных трещин «басмовиков» и «полевиков». Путиловский известняк достаточно долговечный строительный материал. При соблюдении технологии добычи, шлифовки и укладки плиты путиловского известняка могут служить долгие годы и даже столетия.

## История
Своё название он получил по месту первоначальной добычи в каменоломнях Путиловской горы, близ посёлка Путилово, которое было единственным местом добычи известняка в начале строительства Санкт-Петербурга. Но по мере роста городских застроек разрасталась и география добычи ордовикских известняков. Так к Путиловским каменоломням сначала добавились Волховские (у деревни Дубовики) и Обуховские, а позднее — каменоломни известняка на реках Тосна, Ижора, Славянка и Поповка. Несмотря на то, что добыча известняка велась в разных местах, в Петербурге его собирательно называли «путиловским», чему свидетельствует сообщение из девятого выпуска литературно-политического журнала «Дело» от 1881 года: «Почти всю петербургскую губернiю, часть новгородской, олонецкой и псковской, занимает известковый пласт, который и разрабатывается… промышленным центром служитъ село Путилово, по имени котораго и вся плита зовется въ Петербурге путиловской».
Царь Пётр высоко ценил известняк Путиловской горы в то время, когда она была единственным местом добычи данного строительного материала. «Не жалко земли, жалко Путиловской горы» — говорил Пётр I во время угрозы захвата земель шведами.